# Sŏngbul sa
Sŏngbul sa (kor. 성불사) – koreański klasztor, znajdujący się w Korei Północnej. Skarb Narodowy nr 87.

## Historia klasztoru
Klasztor ten został założony w 898 roku. Jest położony w Sariwŏn wewnątrz zamku (fortecy) na górze Chŏngbang.
Był odnawiany częściowo w 1327 i 1374 roku.
W czasie Wojny koreańskiej lotnictwo amerykańskie zniszczyło Kŭkrakjŏn, który został odbudowany w 1956 roku.

## Budynki i obiekty
Klasztor składa się z sześciu budynków, niektóre z nich należą do najstarszych drewnianych budowli w Północnej Korei.
- Kŭkrakjŏn (극락전/極樂殿) –  budynek został przebudowany w 1374 roku. Zbudowany jest na podwyższonej platformie ozdobiony delikatnym malarstwem. Drzwi udekorowane są wyrzeźbionymi kwiatami. Został zniszczony przez lotnictwo amerykańskie w czasie Wojny koreańskiej i odbudowany w roku 1956.
- Ungjinjŏn (웅진전/雄津殿) – budynek został przebudowany w 1327 roku. Jest uważany za najstarszy drewniany budynek w Północnej Korei. Znajduje się także na podniesionej platformie. Wzorowy przykład architektury okresu Koryŏ. Chociaż minęło 700 lat od jego renowacji, kolory pozostały całkowicie niezmienione.
- Myŏngbujŏn (명부전/冥府殿) – budynek pochodzi z 1711 roku.
- Chŏngp'ungru (청풍루/清風樓) – pawilon
- Unhadang (운하당/雲霞堂)
- Sansingak (산신각/山神閣) – pawilon

Przez budynkiem Kŭkrak stoi pięciokondygnacyjna pagoda.
Unhadang i Sansingak służyły kiedyś mnichom za miejsca, gdzie mieszkali i studiowali.

## Adres klasztoru
- Sŏngbul-sa, Kwangsong-dong, Sariwŏn, Hwanghaebuk-do, KRLD